# Franklin (Louisiane)
Pour les articles homonymes, voir Franklin.
Franklin est une ville de l'État de Louisiane aux États-Unis.
La population était de 7 660 habitants en 2010.

## Films tournés à Franklin
- Easy Rider (1969) avec Jack Nicholson, Dennis Hopper, Peter Fonda
- The Drowning Pool (1975) avec Paul Newman, Joanne Woodward et Melanie Griffith
- All the King's Men (2006) avec Sean Penn, Jude Law et Anthony Hopkins